# 개석송
개석송(Spinulum annotinum)은 석송과의 식물이다. 북아메리카의 그린란드, 캐나다, 알래스카 등에서 서식하며, 아시아에서는 중국, 러시아, 일본, 대한민국, 네팔 등지에서 서식한다. 또한 유럽의 대부분에서 서식하며, 스피룰럼속은 Pteridophyte Phylogeny Group 분류에서 허용되지만, 석송속에 다른 속을 넣는 분류에서는 허용되지 않는다.
개석송은 지표면을 따라 뻗어 있는 수평 줄기를 통해 널리 퍼진 곤봉 이끼이다. 일반적으로 가지가 없거나 약간 가지가 있으며 각 가지는 상단에 원뿔을 포함하며, 잎 가장자리에 미세한 톱니가 있다.